# Jelena
Jelena (en serbe cyrillique, Јелена) est un prénom serbe et croate. C'est une variante du prénom Hélène.
- Jelena de Zadar, femme du roi Mihajlo Krešimir II, reine de Croatie de 946 à 969
- Jelena Lijepa, femme de Zvonimir, reine de Croatie à partir de 1075
- Jelena Anžujska, femme de Stefan Uroš I et mère de Dragutin et de Milutin.(1230 - 8 février 1314)
- Princesse Jelena de Serbie (4 novembre 1884 - 16 octobre 1962)
- Jelena Dokić (née en 1983), joueuse de tennis australienne
- Jelena Genčić (1936-2013), entraineuse de tennis serbe
- Jelena Gruba (?-1399), reine de Bosnie
- Jelena Jensen (née en 1981), actrice américaine
- Jelena Janković (née en 1985), joueuse de tennis serbe
- Jelena Karleuša, chanteuse serbe. Jelena est un titre de son album de 1998.
- Jelena Kostanić (née en 1981), joueuse de tennis croate
- Jelena Mrkić (née en 1981), chanteuse serbe
- Jelena Nikolić, joueuse de Volley serbe
- Jelena Rozga, chanteuse croate
- Jelena Šubić, comtesse croate
- Jelena Tomašević (née en 1983), chanteuse serbe
- Jelena Veljaca, actrice croate
- Jelena Noura Hadid (née en 1995), mannequin